# Kloppenburg

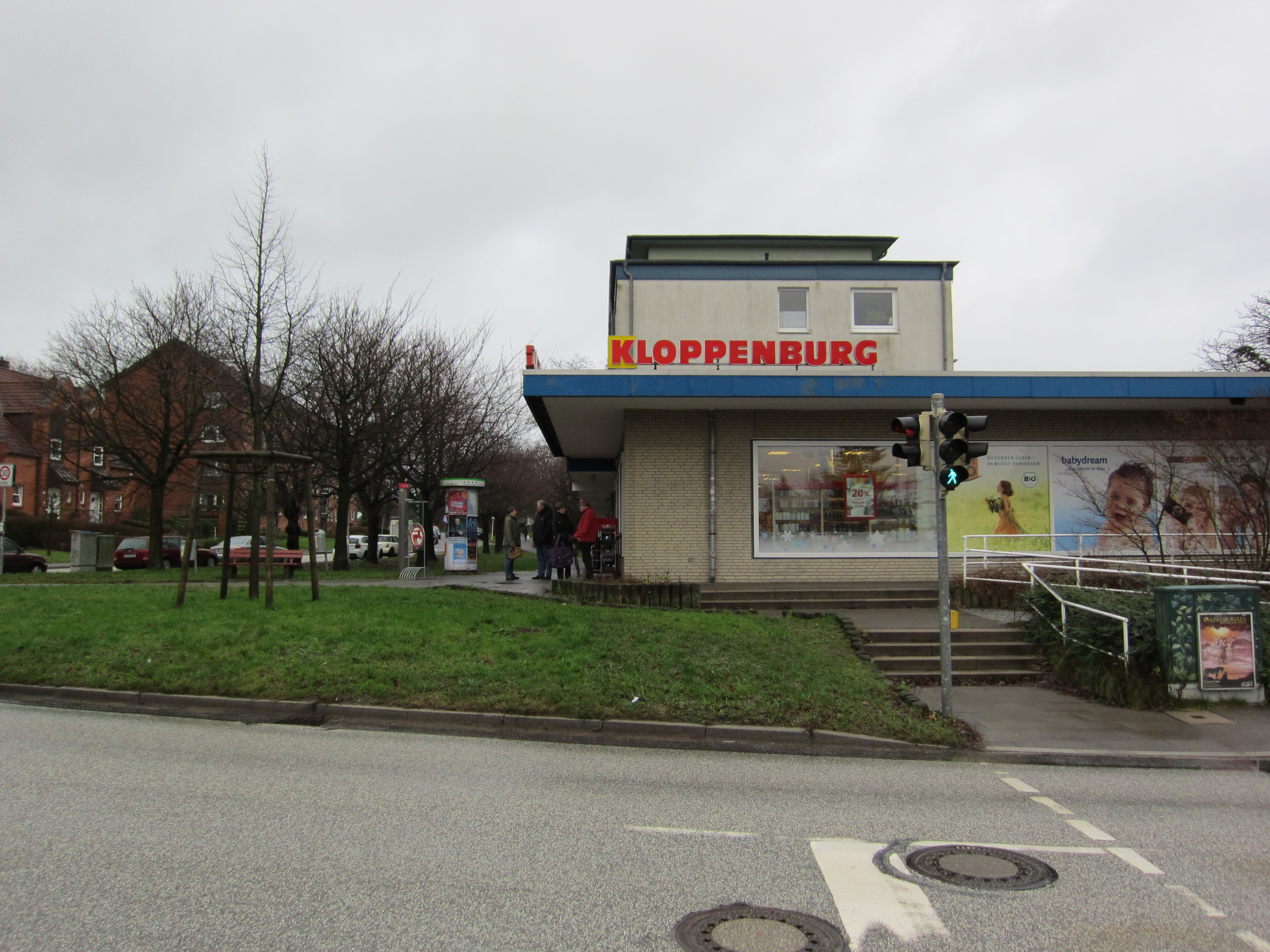
Kloppenburg-Filiale Kiel-Holtenau

Die Kloppenburg GmbH & Co. KG war bis März 2013 eine Drogerie-Handelskette mit Hauptsitz in Melsdorf (bei Kiel). Sie operierte ausschließlich in Norddeutschland. Sie gehörte seit Anfang 2008 mehrheitlich zu Rossmann. Nachdem zunächst der Markenname Kloppenburg für die Mehrzahl der Filialen beibehalten wurde, erfolgte Ende März 2013 auch die Umflaggung der verbliebenen Filialen auf die Marke Rossmann.

## Geschichte
Das Unternehmen wurde 1949 in Kiel gegründet und verkaufte zunächst Textilien und Kurzwaren. Später kamen Parfümerie-, Haushalts-, Schreib- und Spielwaren hinzu. Kloppenburg wuchs in den folgenden Jahren und hatte Ende 2007 mehr als 160 Filialen in Schleswig-Holstein, Hamburg, Mecklenburg-Vorpommern und Niedersachsen, womit es damals die sechstgrößte Drogeriemarkt-Kette Deutschlands war (Stand 2007).
Anfang 2008 übernahm Rossmann eine 89,9-%-Mehrheit an Kloppenburg. Im Laufe der Zusammenarbeit wurde bekanntgegeben, dass 2008 70 Kloppenburg-Filialen in Rossmann-Filialen umgeflaggt und näher gelegene kleinere Rossmann-Filialen geschlossen werden. Kündigungen für Rossmann-Mitarbeiter waren nicht ausgeschlossen.
Sitz der Kloppenburg GmbH & Co. KG und ihrer Komplementärin war der Kieler Vorort Melsdorf. Seit der Komplettübernahme befindet sich am selben Standort das Rossmann-Zentrallager für Norddeutschland. Anfang Mai 2012 wurde die bis dahin eigenständige Internetpräsenz kloppenburg.de abgeschaltet. Seitdem leitet kloppenburg.de auf rossmann.de weiter.